# 贵阳市奥林匹克体育中心
貴陽市奧林匹克體育中心（簡稱：貴陽奧體中心），是中華人民共和國贵州省贵阳市观山湖区的一个综合性的体育中心，於2006年开始施工，2010年落成，该体育场具有“贵州版鸟巢”之称。

## 介绍
该体育场能容纳51,686名观众，包括部分国际单项赛事和各类国内综合赛事的比赛。还分为有竞赛区、训练区、大众健身区、辅助功能区。还将是区域健身娱乐中心、休闲旅游中心、商务会展中心、体教培训中心和青少年体育活动基地，竞技训练基地。该俱乐部也是中国足球甲级联赛的贵州恒丰智诚的主场。

## 主要活動
貴陽市奧林匹克體育中心經常作為各類演出及商業演唱會及體育的舉辦場地。

### 體育比賽
- 第九屆全國少數民族傳統體育運動會（2011年）
- 2012年中國足球超級聯賽開幕式
- 2013年亞足聯冠軍聯賽
- 2024年中国足球协会会员协会冠军联赛
- 2025年中国足球乙级联赛开幕式

### 文娛演出
| 日期              | 歌手                                   | 演出名稱                               | 场数 |
| ----------------- | -------------------------------------- | -------------------------------------- | ---- |
| 2009年6月20日     | 陳奕迅                                 | Eason's Moving On Stage世界巡迴演唱會  | 1    |
| 2011年10月28日    | 張學友                                 | 1/2世紀世界巡迴演唱會                  | 1    |
| 2012年11月18日    | 王力宏                                 | MUSIC-MAN Ⅱ火力全開世界巡迴演唱會      | 1    |
| 2014年4月25日     | 周杰倫                                 | 魔天倫世界巡迴演唱會                   | 1    |
| 2014年5月24日     | 陳奕迅                                 | EASON's LIFE世界巡迴演唱會             | 1    |
| 2015年5月16日     | 孫燕姿                                 | 克卜勒世界巡迴演唱會                   | 1    |
| 2015年5月30日     | 汪峰                                   | 峰暴來臨超級巡迴演唱會                 | 1    |
| 2015年11月7日     | 張惠妹                                 | 烏托邦世界巡城演唱會                   | 1    |
| 2016年6月17日     | 鄭伊健、陳小春、謝天華、錢嘉樂、林曉峰 | 一起兄弟 歲月友情全國巡迴演唱會        | 1    |
| 2016年7月2日      | 陳奕迅                                 | ANOTHER EASON's LIFE 世界巡迴演唱會    | 1    |
| 2017年6月3-4日    | 張學友                                 | A CLASSIC TOUR 學友.經典世界巡迴演唱會 | 2    |
| 2017年7月15日     | 五月天                                 | 人生無限公司巡迴演唱會                 | 1    |
| 2018年9月8日      | 莫文蔚                                 | 絕色莫文蔚25周年世界巡迴演唱會         | 1    |
| 2018年11月17-18日 | 周杰倫                                 | 地表最強2世界巡迴演唱會                | 2    |
| 2019年5月4日      | 张杰                                   | 未·LIVE巡回演唱会                      | 1    |
| 2019年8月24日     | 林俊傑                                 | 聖所2.0世界巡迴演唱會                  | 1    |
| 2019年11月23日    | 王力宏                                 | 龍的傳人2060世界巡迴演唱會             | 1    |
| 2023年9月2日      | 李荣浩                                 | 纵横四海世界巡回演唱会                 | 1    |
| 2023年10月14日    | 张信哲                                 | 未来式2.0世界巡回演唱会                | 1    |
| 2024年4月13日     | 蔡依林                                 | Ugly Beauty FINALE 世界巡迴演唱會      | 1    |
| 2024年6月15-16日  | 林俊杰                                 | JJ20世界巡迴演唱會                     | 2    |
| 2024年7月13日     | 周深                                   | 2024周深9.29Hz巡回演唱会               | 1    |